# Aegomorphus morrisi
Aegomorphus morrisi – gatunek chrząszcza z rodziny kózkowatych i podrodziny zgrzypikowych. 

## Taksonomia
Gatunek ten został opisany w 1855 roku przez Philipa Uhlera. Epitet gatunkowy prawdopodobnie honoruje Francisa Orpena Morrisa - irlandzkiego duchownego i przyrodnika.

## Zasięg występowania
Ameryka Północna; występuje wyspowo we wsch. części USA w stanach Arkansas, Floryda, Karolina Południowa, Missouri, Missisipi, Pensylwania, Tennessee i Teksas.

## Budowa ciała
Osiąga 20–26 mm długości. Ubarwienie ciała szare. Na pokrywach, w przedniej części dwie czarne kropki, zaś w tylnej czarne, poprzeczne pręgi w kształcie litery „M”.

## Biologia i ekologia
Gatunek rzadki, sporadycznie spotykany. Imago aktywne w lipcu i sierpniu. Larwy żerują w drewnie drzew z rodzaju błotnia.